# Collegium Heliodori Święcicki w Poznaniu
Collegium Heliodori Święcicki w Poznaniu (do 25 czerwca 2018 Collegium Chemicum) – gmach w stylu neorenesansowym znajdujący się przy ul. Grunwaldzkiej na Grunwaldzie (Osiedle Św. Łazarz) w Poznaniu, służący obecnie Uniwersytetowi im. Adama Mickiewicza i Uniwersytetowi Medycznemu im. Karola Marcinkowskiego. Collegium upamiętnia Heliodora Święcickiego, założyciela i pierwszego rektora Uniwersytetu Poznańskiego.

## Historia
Kamień węgielny pod gmach zaprojektowany przez Edwarda Madurowicza i Rogera Sławskiego położono w 1920. Miał on służyć jako siedziba Politechniki Poznańskiej, jednak sprzeciw ministerstwa sprawił, że prace wstrzymano. Budynek ukończono w 1929 jako Pałac Rządowy, jeden z pawilonów ekspozycyjnych Powszechnej Wystawy Krajowej. Po zakończeniu imprezy gmach przekazano Uniwersytetowi Poznańskiemu.
Forma gmachu (m.in. attyki i alkierze) stanowiły, według Szymona Piotra Kubiaka, realizację krakowskiej odmiany stylu odrodzenia, który to wariant był jedną z propozycji do dyskutowanego podówczas polskiego stylu narodowego. W Poznaniu rozwiązania takie raczej się nie przyjęły.
25 czerwca 2018 senat uniwersytetu zmienił tradycyjną nazwę budynku Collegium Chemicum na Collegium Heliodori Święcicki (nazwa Collegium Chemicum przypisana została budynkowi w kampusie Morasko). Od 2024 r w budynku jest dostępna aplikacja UAM GO